# Каримов, Самарахон
Самарахон Каримов — советский хозяйственный, государственный и политический деятель.

## Биография
Родился в 1930 году в Касансайском районе. Член КПСС.
С 1946 года — на хозяйственной, общественной и политической работе. В 1946—1987 гг. — колхозник в колхозе имени Ахунбабаева, преподаватель в школе № 3 имени Хамзы в селе Касансай, завуч, директор школы № 32 имени Улугбека района, первый секретарь Касансайского районного комитета ЛКСМ Узбекистана, заведующий отделом агитации и пропаганды Касансайского райкома КП Узбекистана, первый заместитель председателя Чустского райисполкома, второй секретарь Чустского райкома КП Узбекистана, первый секретарь Чустского райкома КП Узбекистана, первый секретарь Касансайского райкома КП Узбекистана
Избирался депутатом Верховного Совета Узбекской ССР 11-го созыва.
Умер в Узбекистане в 2006 году.

## Награды и звания
- орден Ленина (10.12.1973[3])
- орден Трудового Красного Знамени (20.02.1978[4])